# Call and Response: The Remix Album
Call and Response: The Remix Album – pierwszy album remiksowy amerykańskiej grupy Maroon 5, wydany 9 grudnia 2008 roku przez wytwórnię A&M/Octone Records. Album zawiera remiksy utworów z dwóch pierwszych albumów studyjnych grupy, Songs About Jane i It Won't Be Soon Before Long. Pierwszym singlem z kompilacji był remiks utworu „Not Falling Apart”, który dotarł do trzeciego miejsca na liście Hot Dance Club Songs. Kompilacja uplasowała się na 73. miejscu na liście Billboard 200.

## Lista utworów
1. „If I Never See Your Face Again” - Swizz Beats
2. „Wake Up Call” feat. Mary Jane Blige - Mark Ronson
3. „Sunday Morning” - Questlove
4. „Makes Me Wonder”- Just Blaze
5. „This Love” - Tricky Stewart
6. „She Will Be Loved” - Pharrell Williams
7. „Shiver” - DJ Quik
8. „Wake Up Call” - David Banner
9. „Harder to Breathe” - Cool Kids
10. „Little Of Your Time” - Bloodshy and Avant
11. „Little Of Your Time” - Of Montreal
12. „Goodnight Goodnight” - Deerhoof
13. „Not Falling Apart” - Tiësto
14. „Better That We Break” - Ali Shaheed Muhammad
15. „Secret” - DJ Premier
16. „Woman” - Sam Farrar of Phantom Planet
17. „This Love” - Cut Copy
18. „If I Never See Your Face Again” feat. Rihanna - Paul Oakenfold

Sporządzono na podstawie źródła.